# Tanycricos
Tanycricos is een geslacht van wantsen uit de familie van de Naucoridae (Zwemwantsen). Het geslacht werd voor het eerst wetenschappelijk beschreven door La Rivers in 1971.

## Soorten
Het genus bevat de volgende soorten:

- Tanycricos acumentum La Rivers, 1971
- Tanycricos binarius La Rivers, 1971
- Tanycricos froeschneri D. Polhemus & J. Polhemus, 1986
- Tanycricos inequalis Sites in Sites & Suputa, 2008
- Tanycricos jaetipi D. Polhemus, 1999
- Tanycricos longiceps La Rivers, 1971
- Tanycricos usingeri La Rivers, 1971
- Tanycricos ziwa D. Polhemus, 1999